# کارت توسعه

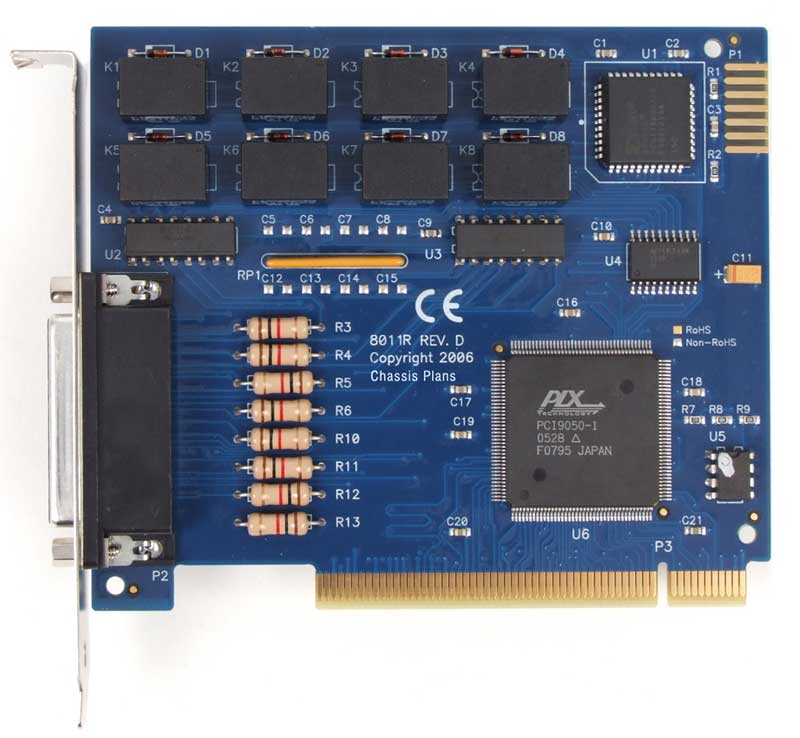
نمونه ای از یک کارت توسعه PCI دیجیتال I/O

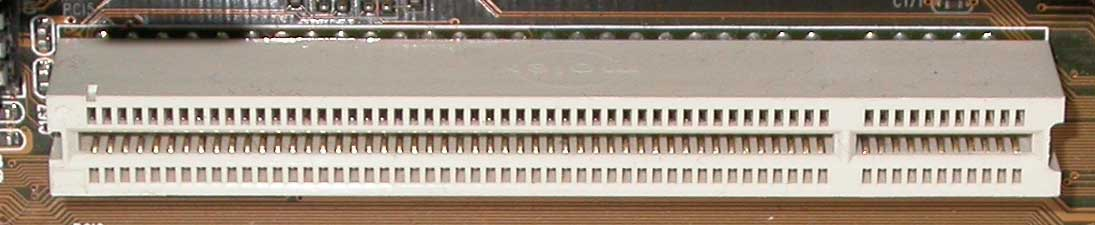
اسلات توسعه PCI

در رایانه کارت توسعه، برد توسعه، کارت آداپتور یا کارت جانبی، یک برد مدار چاپی است که می‌تواند به یک کانکتور یا شیار توسعه روی مادربورد متصل شده و قابلیت یا قابلیت های جدیدی را از طریق گذرگاه توسعه به سیستم اضافه نماید.

## استانداردها
کارت‌های توسعه دارای متصل کننده اج (Edge connector) هستند. ای‌جی‌پی (AGP) استاندارد برای ساکت (socket) کارت‌های توسعه کارت گرافیک بود. این استاندارد بین سال‌های ۲۰۰۴ و ۲۰۰۷ بود و جای خود را به PCI داده‌است. پی‌سی‌آی اکس‌پرس (PCI-E) جدیدترین نوع PCI است.